# Secretario de Asuntos de los Veteranos de los Estados Unidos
El Secretario de Asuntos de los Veteranos de los Estados Unidos (en inglés: United States Secretary of Veterans Affairs) es el jefe del Departamento de Asuntos de los Veteranos de los Estados Unidos, encargado de los beneficios a los veteranos, y los memoriales y cementerios de veteranos. El secretario es miembro del gabinete del presidente.
En la línea de sucesión presidencial, se encuentra en el décimo séptimo lugar.
Cuando el puesto de secretario está vacante, el subsecretario de asuntos de veteranos o cualquier otra persona designada por el presidente actúa como Secretario Interino hasta que el presidente nombre y el Senado de los Estados Unidos confirme un nuevo secretario.
El actual secretario es Doug Collins, nombrado por Donald Trump y confirmado por el Senado el 4 de febrero de 2025.

## Secretarios de Asuntos de los Veteranos
Partidos
     Demócrata
     Republicano
| N.° | Imagen            | Nombre                       | Estado de residencia | Inicio                   | Final                    | Presidente | Presidente        |
| --- | ----------------- | ---------------------------- | -------------------- | ------------------------ | ------------------------ | ---------- | ----------------- |
| 1   |                   | Ed Derwinski                 | Illinois             | 15 de marzo de 1989      | 26 de septiembre de 1992 |            | George H. W. Bush |
| –   |                   | Anthony Principi interino    | California           | 26 de septiembre de 1992 | 20 de enero de 1993      |            | George H. W. Bush |
| 2   |                   | Jesse Brown                  | Illinois             | 22 de enero de 1993      | 1 de julio de 1997       |            | Bill Clinton      |
| –   |                   | Hershel W. Gober interino    | Arkansas             | 1 de julio de 1997       | 2 de enero de 1998       |            | Bill Clinton      |
| 3   |                   | Togo D. West Jr.             | Distrito de Columbia | 2 de enero de 1998       | 5 de mayo de 1998        |            | Bill Clinton      |
| 3   | 5 de mayo de 1998 | Togo D. West Jr.             | Distrito de Columbia | 25 de julio de 2000      |                          |            | Bill Clinton      |
| –   |                   | Hershel W. Gober interino    | Arkansas             | 25 de julio de 2000      | 20 de enero de 2001      |            | Bill Clinton      |
| 4   |                   | Anthony Principi             | California           | 23 de enero de 2001      | 26 de enero de 2005      |            | George W. Bush    |
| 5   |                   | Jim Nicholson                | Colorado             | 26 de enero de 2005      | 1 de octubre de 2007     |            | George W. Bush    |
| –   |                   | Gordon H. Mansfield interino | Florida              | 1 de octubre de 2007     | 20 de diciembre de 2007  |            | George W. Bush    |
| 6   |                   | James Peake                  | Distrito de Columbia | 20 de diciembre de 2007  | 20 de enero de 2009      |            | George W. Bush    |
| 7   |                   | Eric Shinseki                | Hawái                | 20 de enero de 2009      | 30 de mayo de 2014       |            | Barack Obama      |
| –   |                   | Sloan D. Gibson interino     | Alabama              | 30 de mayo de 2014       | 30 de julio de 2014      |            | Barack Obama      |
| 8   |                   | Bob McDonald                 | Ohio                 | 30 de julio de 2014      | 20 de enero de 2017      |            | Barack Obama      |
| –   |                   | Robert Snyder interino       | Virginia Occidental  | 20 de enero de 2017      | 14 de febrero de 2017    |            | Donald Trump      |
| 9   |                   | David Shulkin                | Pensilvania          | 14 de febrero de 2017    | 28 de marzo de 2018      |            | Donald Trump      |
| –   |                   | Robert Wilkie interino       | Carolina del Norte   | 28 de marzo de 2018      | 29 de mayo de 2018       |            | Donald Trump      |
| –   |                   | Peter O'Rourke interino      | Virginia             | 29 de mayo de 2018       | 30 de julio de 2018      |            | Donald Trump      |
| 10  |                   | Robert Wilkie                | Carolina del Norte   | 30 de julio de 2018      | 20 de enero de 2021      |            | Donald Trump      |
| –   |                   | Dat Tran interino            | Ohio                 | 20 de enero de 2021      | 9 de febrero de 2021     |            | Joe Biden         |
| 11  |                   | Denis McDonough              | Minnesota            | 9 de febrero de 2021     | 20 de enero de 2025      |            | Joe Biden         |
| –   |                   | Todd B. Hunter interino      |                      | 20 de enero de 2021      | 5 de febrero de 2021     |            | Donald Trump      |
| 12  |                   | Doug Collins                 | Georgia              | 5 de febrero de 2025     | Presente                 |            | Donald Trump      |